# Besozzo
Besozzo (lombardul: Besozz) település Olaszországban, Varese megyében. Lakosainak száma 8711 fő (2023. január 1.). Besozzo Bardello con Malgesso e Bregano, Belgirate, Brebbia, Cocquio-Trevisago, Gavirate, Gemonio, Leggiuno, Monvalle, Sangiano és Caravate községekkel határos.

## Népesség
A település népességének változása:
| Lakosok száma | 9036 | 9005 | 8711 |
|               | 2017 | 2018 | 2023 |